# Bonarcado
Bonarcado – miejscowość i gmina we Włoszech, w regionie Sardynia, w prowincji Oristano. Graniczy z Bauladu, Bessude, Borutta, Milis, Mores, Paulilatino, Santu Lussurgiu i Seneghe.
Według danych na rok 2004 gminę zamieszkiwały 1702 osoby, 60,8 os./km².